# Beefeater Gin
Beefeater Gin este o marcă de gin, singura din categoria premium care se produce în Londra.

## Ingrediente
În amestec, alături de alcoolul din cereale, sunt folosite opt plante și fructe esențiale: ienupăr, angelica (rădăcini și semințe), coriandru, rădăcină de oris (specie de iris), coajă de lămâie și portocală.

## Istoric
Beefeater are o istorie de aproape două secole, producția începând în anii 20 ai secolului al XIX-lea. Antreprenorul James Burrough este cel care a combinat alcoolul de cereale cu o serie de plante și și-a numit noul produs distilat Beefeater. Prima distilerie a fost înființată în 1825 în piața Malborough din Londra, iar incepând cu anul 1958 producția ginului Beefeater este realizată în Kennington, Londra.
Prima distilerie Beefeater a fost înființată în anul 1820, în Londra, zona Chelsea, pe malurile râului Tamisa.
În această distilerie antreprenorul James Burrough a realizat un gin, combinând alcoolul de cereale si alte plante și fructe.
James Burrough era de profesie farmacist. Dintre plantele și fructele folosite, esențiale pentru rețeta sa au fost ienupărul, rădăcinile și boabele de angelică, corinadrul, rădăcina de Oris, coaja de lămâie și portocalele. Deși acestea sunt ingredientele principale folosite până în prezent, rețeta efectivă de producere a ginului Beefeater este păstrată secretă.
Denumirea de Beefeater a apărut și ea în această perioadă. James Burrough a ales acest nume inspirat de gărzile Turnului Londrei, turn aflat în apropierea primei distilerii. Beefeater este numele popular al gărzilor care păzesc Turnul Londrei încă din secolul al XIII-lea. , turn ce se află în apropierea primei distilerii Beefeater. Denumirea oficială a acestor gărzi este de Yeoman Warders.

## Cocktailuri
Există un număr mare de cocktailuri pe bază de gin, iar dintre sortimentele de gin, London Gin-ul este considerat a fi extrem de versatil. 
Cele mai cunoscute cocktailuri sunt gin tonic sau Tom Collins, însă Beefeater este baza pentru mult mai multe alte cocktailuri: 
Cocktailurile pe bază de gin nu trebuie scuturate decât dacă rețeta o cere, deoarece amestecarea în shaker duce la opacizarea amestecului. Trebuie știut că această opacizare nu afectează în nic un fel aroma și gustul.
Beef Salad
1 1/2 măsuri de Beefeater Gin
1/2 măsura lichior de pepene galben
o linguriță de Chartreuse verde
4 1/2 măsuri de apă tonică cu lămâie
Se toarnă amestecul într-un pahar HighBall umplut cu gheață. Se decorează cu lămâie.
Clover Club
6 Raspberries
60ml Beefeater Gin
25ml Suc de lămâie proaspăt
15ml sirop de trestie de zahăr
10ml albuș de ou pasteurizat
2 felii de lime
Metodă de preparare
Adaugă toate ingredientele în shaker. Umple shakerul cu gheață. Se amestecă cu putere și se toarnă într-un pahar de șampanie.
Gin tonic
Într-un pahar Collins (sondă) plin cu gheață se adaugă 50 ml gin Beefeater, 150 ml apă tonică. Se decorează cu o felie de lămâie.
Gin Fizz
Într-un shaker jumătate plin cu gheață se adaugă 50 ml Gin Beefeater, 8 grame zahăr sucul de la ½ lămâie stoarsă. Se agită energic timp de 30 de secunde. Se strecoară într-un pahar tip Collins (sondă) plin cu gheață, se umple paharul cu apă minerală. Se decorează cu o felie de lămâie.
Gin Martini Sec
Într-un pahar amestec (Boston Glass) 2/3 plin cu gheață se adaugă 50 ml Gin Beefeater , 10 ml Dry Martini se amestecă ușor cu lingurița de amestec. Se strecoară într-un pahar cocktail (Martini) răcit în prealabil. Se decorează cu măsline.
Gin Sour
Într-un shaker ¾ plin cu gheață se aduagă 50 ml gin Beefeater, 25 ml suc de lămâie proaspăt, 15 ml sirop de zahăr, 10 ml albuș de ou pasteurizat, 2 picături de Angostura Bitter, se agită, se strecoară într-un pahar tumbler (old fashion) umplut în prealabil cu gheață.
Se decorează cu o felie de lămâie.
Negroni
Într-un pahar tumbler (old fashion) plin cu gheață se adaugă 30 ml Gin Beefeater, 30 ml Vermut roșu Dulce, 30 ml Ramazzotti se decorează cu o felie de portocală.